# Stjepan V., hrvatsko-ugarski kralj
Stjepan V. (mađ. V. István) (Budim, 18. listopada 1239. – otok Csepel, 6. kolovoza 1272.), hrvatsko-ugarski kralj (1270. – 1272.) iz dinastije Arpadovića. Sklopio je rodbinske veze s napuljskom kraljevskom dinastijom Anžuvinaca, što je, nakon izumiranja Arpadovića u muškoj lozi, postalo pravna osnova za dolazak Anžuvinaca na hrvatsko-ugarsko prijestolje.

## Životopis

### Hrvatski herceg i mlađi ugarski kralj
Stjepan je bio stariji sin hrvatsko-ugarskog kralja Bele IV. i princeze Marije Laskaris, kćeri nicejskog cara Teodora I. Laskarisa.
Već 1245. godine dao ga je otac kao petogodišnjaka okruniti za mlađeg kralja i imenovao ga je i hercegom Hrvatske. Otac ga je tada zaručio za Kumanku Elizabetu, da bi osigurao vjernost Kumana. Stjepan i Elizabeta vjenčali su se 1254. godine. Nakon što je u ratu s Češkom za babenberšku baštinu stekao Štajersku, otac ga je postavio Stjepana za štajerskog vojvodu, no u prosincu 1259. godine izbila je u Štajerskoj buna protiv ugarske vlasti, a buntovnici su priznali vlast češkog kralja Premysla Otakara II. (1253. – 1278.). Zbog toga je došlo do češko-ugarskog rata, u kojem je hrvatsko-ugarska vojska pretrpjela težak poraz kod Kroissenbrunna na rijeci Moravi 1260. godine, našto se Bela IV. morao odreći Štajerske. Kao jamstvo za trajni mir bilo je dogovoreno da se Belin mlađi sin, Bela oženi Otakarovom nećakinjom Kunigundom, čime su stvorene rodbinske veze između Arpadovića i Premislovića.
Godine 1260. kralj Bela IV. smjenio je Stjepana s položaja hrvatskog hercega, na koji je postavio mlađeg sina Belu. Kako je on bio maloljetan, umjesto njega je kao namjesnica vladala kraljica Marija. Godine 1262. godine Stjepan je iskoristio otpor velikaša kraljevskoj vlasti te se pobunio protiv oca i naposljetku (1265.) koji mu je bio prisiljen predati vlast nad 29 županija u istočnoj Ugarskoj gdje je Stjepan izvojevao neograničeno kraljevsko pravo, te uredio i svoj zasebni dvor. Otada je Ugarska imala dva kralja, dva dvora i dvije središnje vlade, a istovremeno je i mlađi sin Bela imao sva kraljevska prava nad Hrvatskom kao hrvatski herceg (1261. – 1269.). No odnosi između kralja Bela i njegova sina Stjepana bili su i dalje loši, pa su ponovno ratovali 1264., 1266. i 1267. godine. U međuvremenu je mlađi kralj Stjepan V. udao svoju kćer Mariju za napuljskog kraljevića Karla († 1309.), dok je nešto kasnije svog prvorođenca i prijestolonasljednika Ladislava oženio za Elizabetu, kćer napuljskog kralja Karla I., čime je uspostavio značajne rodbinske odnose s dinastijom Anžuvinaca.

### Vladavina kralja Stjepana V.
Godine 1269. umro je hrvatski herceg Bela, a već iduće godine i Stjepanov otac, kralj Bela IV., te kraljica Marija, pa je Stjepan V. sada zavladao kao jedini kralj, te se odmah dao po drugi put okruniti zajedno sa suprugom Elizabetom.
Kralj Stjepan se odmah zaratio s češkim kraljem Premyslom Otakarom II. jer se bojao njegove prevelike moći kada je stekao Korušku i Kranjsku. Rat se vodio promjenjivom srećom, a završio se bitkom na rijeci Raabi, gdje je Stjepan V. izvojevao nepotpunu pobjedu. Nakon toga je sklopljen mir, kojim se kralj Stjepan V. odrekao svakog zahtjeva na Austriju, Štajersku, Korušku i Kranjsku, a češki kralj se obvezao da više neće pomagati Stjepana Postuma, sina kralja Andrije II. u borbi za ugarsko prijestolje.
Ljeti 1272. godine odlučio je kralj poći u posjet svojoj kćeri napuljskoj kraljici Mariji. Sa sobom je poveo i desetogodišnjeg sina Ladislava, ali došavši do cistercitske opatije u Topuskom, ostavio ga je tamo i s velikom pratnjom nastavio put. No ubrzo mu je stigla vijest da je princ otet, pa se odmah zaputio natrag da ga pronađe. Uskoro je doznao da je Ladislava je u dogovoru s njegovom majkom, kraljicom Elizabetom, oteo ban Joakim Pektar i sklonio ga u Koprivnicu. Tijekom potrage za kraljevićem, kralja Stjepana svladala teška bolest te je uskoro preminuo. Iza sebe je ostavio sinove Ladislava i Andriju, te kćeri Katarinu, udatu za srpskog princa Stefana Dragutina, Elizabetu, napuljsku kraljicu Mariju i Anu.
Kralj Stjepan V. je umro 6. kolovoza 1272. godine u 33. godini, a naslijedio ga je maloljetni sin Ladislav IV. Kumanac.